# 精米歩合
精米歩合（せいまいぶあい）とは、米の精白（精米）の程度を示す比率（割合）。
平成元年国税庁告示第8号「清酒の製法品質表示基準を定める件」（1989年11月22日）により以下のとおり定められている。
「精米歩合とは、白米(玄米からぬか、胚芽等の表層部を取り去った状態の米をいい、米こうじの製造に使用する白米を含む。以下同じ。)のその玄米に対する重量の割合をいうものとする。」
したがって精米歩合の数値が低いほど、より高度に精米されていると言える。上記の文にある「米こうじ」とは「白米にこうじ菌を繁殖させたもので、白米のでんぷんを糖化させることができるもの」とされている。
2023年時点で最も精米されている日本酒は、新澤醸造店の「零響 Crystal 0」（137万5千円）であり、精米歩合0.85%以下（99.15%以上を除去）の記録を持つ。

## 酒造米の精米歩合
酒造ではあまり「米を削る」と言わず、「米を磨く」と言うほうが多い。
一般に、この精米によって、米は、糠、また糠以外における籾の外側の環境に近い部分（糠部の成分および田の土からの揮発・飛散した成分の吸収がある。要するに田の泥の成分が微量に（だがより内部の部分よりはずっと多く）混じり込んだ部分である。）の排除が行われ、またミネラル（※金属の他、塩素、硫黄なども広義のミネラルに含まれる。）や脂質、アミノ酸分（酒においては元々の米外側部分が持っていたアミノ酸分は雑味として捉えられる事が多い。（もっとも、この部分による重厚なアミノ酸成分の味を活かした酒造りもある。（良い意味での）泥臭さ、日本酒くささ、という表現が用いられる場合、このアミノ酸成分による重厚さ・味の複雑さ・米の成分を感じさせる性質の言及となっている可能性がある。またアミノ酸分は辛さ・切れ味にも関係がある。））の多い米粒外側の部分を削られ、酒にした時の性質が向上していく。
食用米の精米機と酒造米の精米機は構造的に大きく異なる部分があり、後者は昭和初期に縦型精米機が出現して以降、飛躍的に効率が高まった。真精米歩合など高い精度の精米が必要とされる大吟醸酒の醸造などのためには、今日ではコンピュータ制御の精米機が使われることもある。
1989年（平成元年）から2003年（平成15年）12月31日まで、日本酒の精米歩合は以下のように規定されていた。
- 普通酒 - 規程無し（一般に73～75%程度）
- 本醸造酒 - 70%以下
- 純米酒 - 70%以下
- 特別本醸造酒 - 60%以下
- 特別純米酒 - 60%以下
- 吟醸酒 - 60%以下
- 大吟醸酒 - 50%以下

しかし、2004年（平成16年）1月1日から、純米酒の精米歩合規定が撤廃された。
なお、酒造米の精米歩合は、正確には次の3つに分けて考えられる。
重量精米歩合（じゅうりょうせいまいぶあい）
重量を基にして精米歩合を計測する方法。
- 重量精米歩合(%)=白米重量÷玄米重量×100

たとえば100kgの玄米の状態であった酒米が、精米工程が済んだときに85kgになっていたとしたら、重量精米歩合は85%である。
見掛精米歩合（みかけせいまいぶあい）
おおざっぱに表した精米歩合で、通常は重量精米歩合のことをいう。
重量精米歩合であると、たしかに全体の白米の重さは精米歩合に比例して小さくなっているものの、ある米粒はあまり削られていなかったり、ある米粒は心白まで削られていたり、などと磨かれ具合がまばらになっていても、平均化された見掛け上の値として精米歩合が出てきてしまう。それがこの見掛精米歩合である。
しかし、吟醸酒や大吟醸酒ともなると、米一粒ひと粒の磨かれ具合が全体の酒質を左右しかねないため、より精度の高い精米データが必要とされ、そこで真精米歩合という概念が作られた（縦型精米機の項を参照）。
真精米歩合（しんせいまいぶあい）
見掛精米歩合よりも精度の高い、米の状態の実勢に近い精米歩合のことで、次の式で定義されている。
- 真精米歩合(%)=白米千粒重÷玄米千粒重×100

千粒重（せんりゅうじゅう）
米1000粒を抜き出して量ったときの重量で単位はg（グラム）。つまり、これにより精米歩合を、米1000粒単位で精査するのである。高い品質の酒を造るには欠かせない。